# ZEXCS
有限會社ZEXCS（日語：有限会社ゼクシズ）是一家位於日本東京都小金井市，專門以動畫製作和數位分鏡設計為主的的日本動畫公司。成立於1998年1月23日。

## 概要
1998年11月23日，由前J.C.STAFF和GANSIS的製作人川崎倫子就任董事正式成立「有限會社ZEXCS」。隔年開始承接《倒凶十將傳》的分工製作，2001年的電視動畫系列《妹妹公主》起，開始獨立製作。

## 主要作品

### 電視動畫
2000年代
- 妹妹公主
  - 妹妹公主（2001年）
  - 妹妹公主 RePure（2002年）
- 初音岛（2003年）
- 愛情泡泡糖（2004年）
- 喜欢所以喜欢（2005年）
- Canvas2～彩虹色的图画～（2005年）
- 魔法人力派遣公司（2007年）
- H2O -FOOTPRINTS IN THE SAND-（2008年）
- 我家有个狐仙大人（2008年）
- 钢壳都市雷吉欧斯（2009年）
- 海物语（2009年）

2010年代
- 守护猫娘绯鞠（2010年）
- 青春CUP（2010年）
- 傳說的勇者的傳說（2010年）
- FORTUNE ARTERIAL -紅色約定-（2010年）
- 人家一點都不喜歡啦！（2011年）
- 天魔黑兔（2011年）
- 只要你說你愛我（2012年）
- Q弟偵探因幡（2013年）
- 惡之華（2013年）
- 魔鬼戀人（2013年）
- 漫畫家和助手（2014年）
- 少年好萊塢 -HOLLY STAGE FOR 49-（2014年）
- Lady 寶石寵物（2014年－2015年）
- 少年好萊塢 -HOLLY STAGE FOR 50-（2015年）
- 魔鬼戀人MORE, BLOOD（2015年）
- 血型小將ABO 3（2015年）
- 血型小將ABO 4（2016年）
- 啟航吧！編舟計畫（2016年）
- Frame Arms Girl 骨裝機娘（2017年）
- 和風喫茶鹿楓堂（2018年）

2020年代
- 闇影詩章（2020年）
- 後空翻少年!!（2021年）
- 闇影詩章 烈焰（2022年）
- 朱音落語（2026年）

### OVA
2010年代
- 偷×看（2014年）
- 水母食堂（2016年）
- 「英雄」解體（2016年）
- 牽牛花與加瀨同學。（2018年）

## 外部連結
- （日語）ZECXS公式官方網站 （页面存档备份，存于）
- （日語）ZEXCS官方的X（前Twitter）